# Færøernes Kunstmuseum
Færøernes Kunstmuseum (færøsk Listasavn Føroya) er et kunstmuseum i Thorshavn på Færøerne. Det rummer verdens største samling af færøsk billedkunst. Museet består af kunstgalleriet Listaskáli, der blev bygget i 1970 af Jákup Pauli Gregoriussen og det nye museumsgalleri fra 1993 af arkitekterne Jákup Pauli Gregoriussen og Niels Frithiof Truelsen med et grundplan på 1.600 m². Kunstmuseet findes ved den nordlige ende af Tórshavn bypark, hvorfra der er ca. fem minutters gang til Nordens hus.
Ud over den faste udstilling er der særudstillinger af international kunst og koncerter. Kunstmuseet danner også rammen om det færøske kunstselskab Listafelag Føroya. Hjemmehørende og internationale kunstnere har her et grafisk værksted til rådighed. Museet bliver drevet som en uafhængig institution med en firesidet forsamling bestående af en repræsentant fra hhv. Landstinget, det færøske kunstselskab, kunstnerforeningen og Tórshavns byråd.
Listasavn Føroya er åbent hele året, også helligdage (undtaget 24., 25. og 31. december og 1. januar). I sommerperioden (1. maj til 31. august) er der åbent dagligt fra kl. 11-17 og resten af året tirsdag til søndag kl. 13-16 (1. september til 30. april) lukket mandag. Ved museet findes en café og en butik, hvor kunstbøger og tryk kan købes.

## Udstillinger
Færøernes Kunstmuseum har både permanente udstillinger og midlertidige udstillinger med både gammel og ny færøsk kunst. Museet har normalt tre til fire midlertidige udstillinger. Disse udstillinger kan både indeholde færøsk kunst og kunst udført af kunstnere fra andre lande. Blandt de færøske kunstnere som museet har i den permanente udstillinge er: 
- Sámal Joensen-Mikines (1906–79)
- Janus Kamban (1913–2009) (billedhugger)
- Ruth Smith (1913–58)
- Elinborg Lützen (1919–95)
- Ingálvur av Reyni (1920–2005)
- Steffan Danielsen (1922–76)
- Hans í Mikladali (1920–1970)
- Frimod Joensen (1915–97)
- Tummas Arge (1942–78)
- Zacharias Heinesen (født 1936)
- Hans Pauli Olsen (født 1957), (billedhugger)[1]